# جو كورتني (كرة سلة)
جو كورتني (بالإنجليزية: Joe Courtney)‏ مواليد 17 أكتوبر 1969 في جاكسون، هو لاعب كرة سلة أمريكي معتزل. بدأ مسيرته الاحترافية في سنة 1992. يبلغ طوله 6 قدم 8 بوصة (2.0 م). اعتزل اللعب في 2001.

## المسيرة الاحترافية
لعب مع شيكاغو بولز في سنة 1993، ثم لعب مع غولدن ستايت ووريورز في سنة 1993، ثم لعب مع فينيكس صنز في موسم 1993–1994، ثم لعب مع ميلووكي باكز في سنة 1994، ثم لعب مع شوليه باسكت في الدوري الفرنسي في سنة 1995، ثم لعب مع كليفلاند كافالييرز في موسم 1995–1996.

## روابط خارجية
- جو كورتني على موقع إن بي أي (الإنجليزية)
- جو كورتني على موقع سبورتس رفرنس (الإنجليزية)
- جو كورتني على موقع الدوري الإسباني لكرة السلة (الإسبانية)
- جو كورتني على موقع كلية كرة السلة في سبورتس رفرنس.كوم (الإنجليزية)
- جو كورتني على موقع بروبوليرز (الإنجليزية)
- جو كورتني على موقع سبورتس رفرنس (الإنجليزية)